# Amblyophallus maculatus
Amblyophallus maculatus är en insektsart som beskrevs av William D. Funkhouser. Amblyophallus maculatus ingår i släktet Amblyophallus och familjen hornstritar. Inga underarter finns listade i Catalogue of Life.